# Curiapo
Koordinaten: 8° 34′ 48″ N, 60° 59′ 51″ W

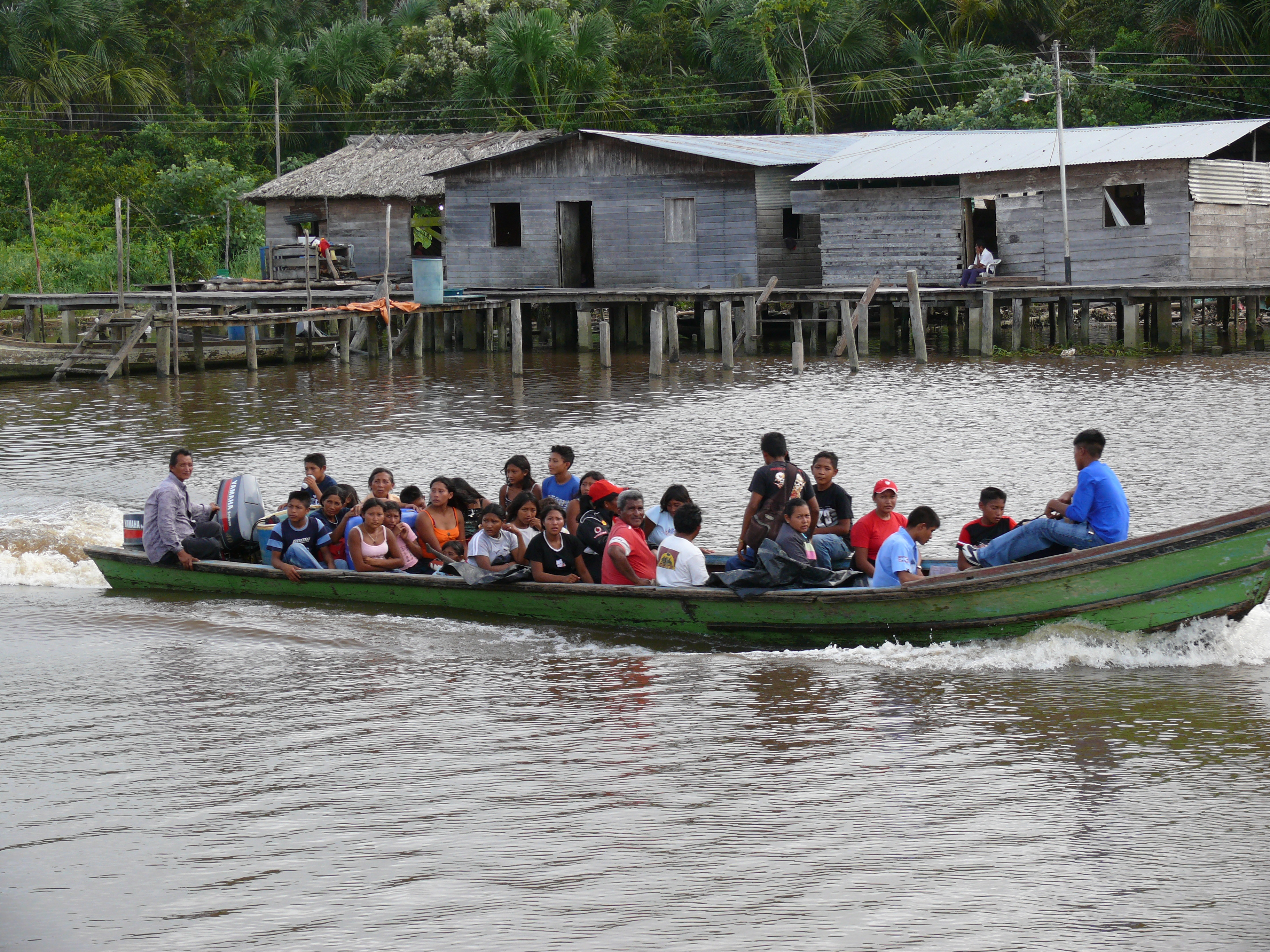
Curiapo

Curiapo ist ein Dorf im Bundesstaat Delta Amacuro im Delta des Orinoco. Es ist Hauptsitz des Bezirks (Municipio) Antonio Díaz.

## Bevölkerung
In der Umgebung wohnten im Jahre 2001 etwa 2880 Warao-Indianer. Die meisten Menschen leben von der Fischerei, von Jagd und Sammeln. 
Das Dorf gilt als touristische Attraktion in der Region, auch wenn der Tourismus wenig entwickelt ist.

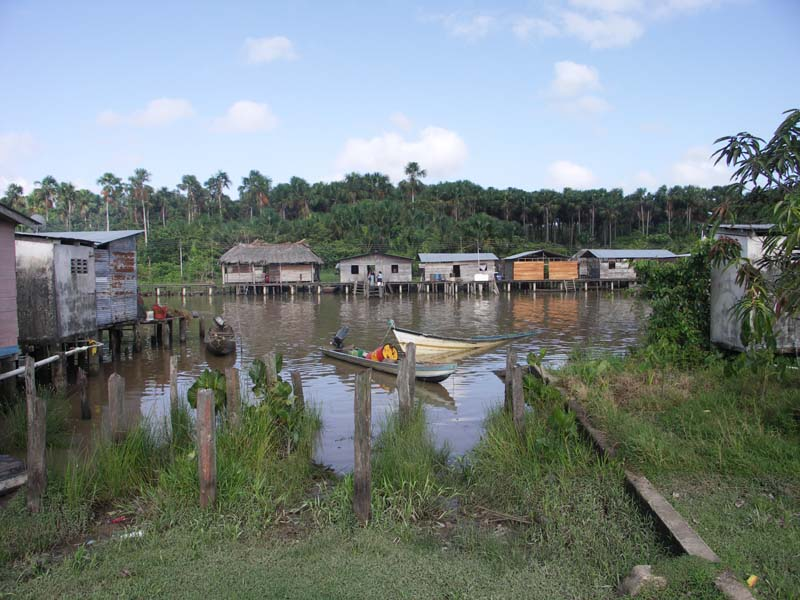
Curiapo

## Lage
Curiapo liegt im Osten von Venezuela im Delta des Orinoco.

## Bildung
Das Dorf verfügt über ein paar Grundschulen, unter denen die Escuela Pedernales die größte ist.